# Bayerita
La bayerita és un mineral de la classe dels òxids. Es creu que el compost artificial va ser nomenat per Karl Josef Bayer (4 de març de 1847, Bielitz, Silèsia austríaca - 4 d'octubre de 1904, Rietzdorf, ara Rečica ob Paki, Eslovènia). El nom es va aplicar també al mineral natural. Bayer va ser un químic que, el 1887, va inventar el Procés Bayer d'extracció d'alúmina a partir de bauxita, essencial per a la producció econòmica de l'alumini.

## Característiques
La bayerita és un òxid de fórmula química Al(OH)₃. És espècie vàlida per l'Associació Mineralògica Internacional publicada per primera vegada l'any 1956. Cristal·litza en el sistema monoclínic. És un mineral polimorf de la doyleïta, la gibbsita i la nordstrandita.
Segons la classificació de Nickel-Strunz, la bayerita pertany a «04.FE - Hidròxids (sense V o U) amb OH, sense H₂O; làmines d'octaedres que comparetixen angles» juntament amb els següents minerals: amakinita, brucita, portlandita, pirocroïta, theofrastita, portlandita, pirocroïta, doyleïta, gibbsita, nordstrandita, boehmita, lepidocrocita, grimaldiïta, heterogenita, feitknechtita, litioforita, quenselita, ferrihidrita, feroxihita, vernadita i quetzalcoatlita.

## Formació i jaciments
Va ser descoberta a la formació Hatrurim, al desert del Nègueb, Israel. Posteriorment també ha estat descrita a l'Argentina, els Estats Units, Anglaterra, Alemanya, Grècia, Polònia, Rússia, l'Iran, la República Popular de la Xina, Malàisia, Austràlia i Nova Zelanda.